# Соловьёв, Анатолий Фёдорович
Анатолий Фёдорович Соловьёв (20 декабря 1919, Валуйки, Воронежская губерния — 27 декабря 1985, Тамбов) — майор Советской Армии, участник Великой Отечественной войны, Герой Советского Союза (1944).

## Биография
Анатолий Соловьёв родился 20 декабря 1919 года в городе Валуйки (ныне — Белгородская область). После окончания шести классов школы работал на железной дороге. В 1939 году Соловьёв был призван на службу в Рабоче-крестьянскую Красную Армию. С августа 1941 года — на фронтах Великой Отечественной войны. В боях три раза был ранен и ещё один раз контужен. В 1942 году Соловьёв окончил курсы младших лейтенантов и курсы усовершенствования командного состава.
К июню 1944 года капитан Анатолий Соловьёв командовал стрелковой ротой 30-го стрелкового полка 102-й стрелковой дивизии 29-го стрелкового корпуса 48-й армии 1-го Белорусского фронта. Отличился во время освобождения Гомельской области Белорусской ССР. 24 июня 1944 года рота Соловьёва переправилась через Друть в районе деревни Новый Колос Рогачёвского района и приняла активное участие в боях за захват и удержание плацдарма на её берегу. В критический момент боя Соловьёв заменил собой выбывшего из строя командира батальона и во главе его успешно расширил плацдарм, освободив несколько близлежащих населённых пунктов.
Указом Президиума Верховного Совета СССР от 23 августа 1944 года за «мужество, отвагу и героизм, проявленные в боях с немецкими захватчиками» капитан Анатолий Соловьёв был удостоен высокого звания Героя Советского Союза с вручением ордена Ленина и медали «Золотая Звезда» за номером 3081.

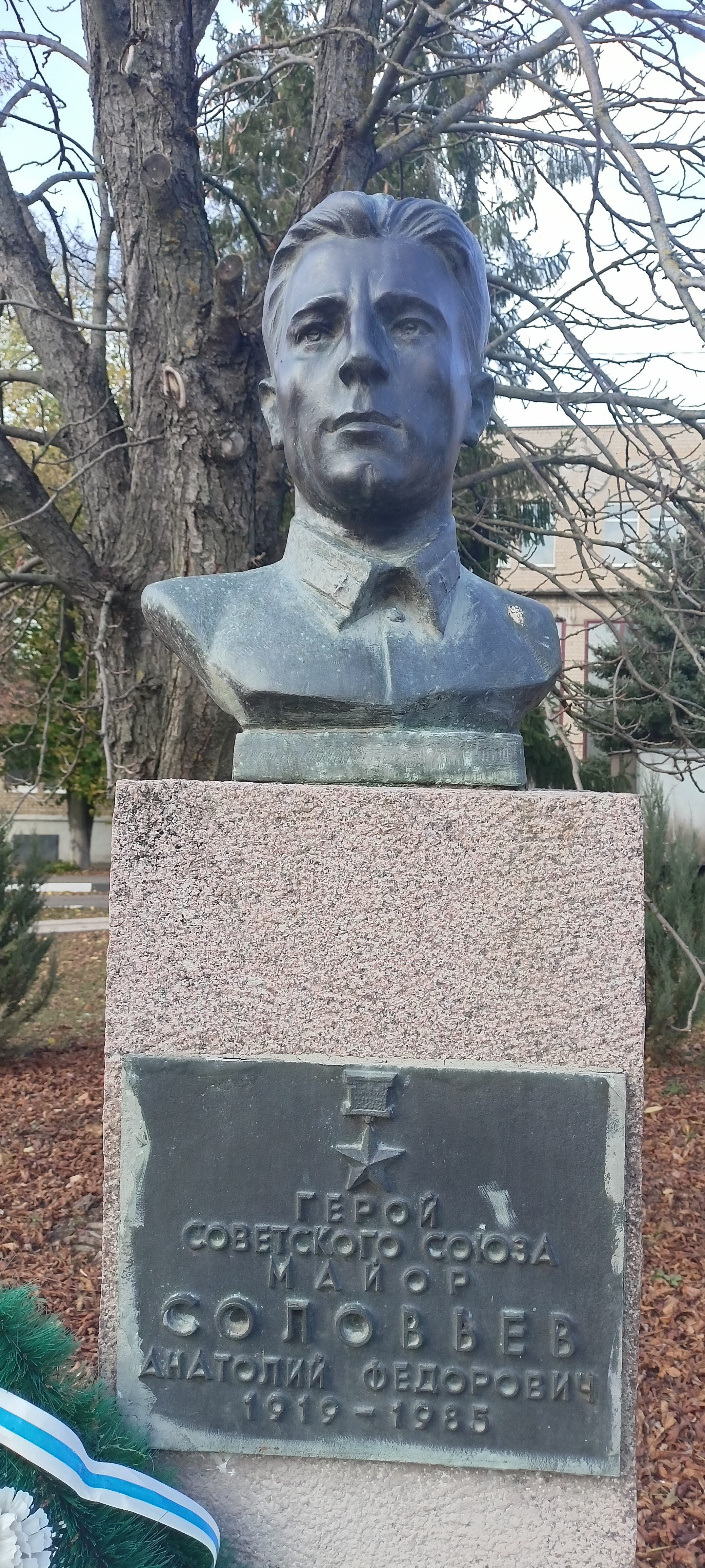
Бюст в Валуйках

После окончания войны Соловьёв продолжил службу в Советской Армии. В 1947 году он окончил курсы усовершенствования офицерского состава. В 1958 году в звании майора Соловьёв был уволен в запас. Проживал в Тамбове. Скончался 27 декабря 1985 года, похоронен на Воздвиженском кладбище Тамбова.
Был также награждён орденами Красного Знамени, Александра Невского, Отечественной войны 1-й степени, двумя орденами Красной Звезды и рядом медалей.
В честь Соловьёва установлен его бюст в Валуйках.